# Globo del Sovrano d'Inghilterra

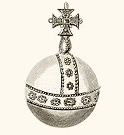
Il globo del sovrano d'Inghilterra

Il globo del Sovrano è una regalia del Regno d'Inghilterra, conosciuto anche col nome tecnico di globo crucigero, che oggi fa parte dei gioielli della Corona britannica.
Esso venne realizzato per l'incoronazione di Carlo II nel 1661 al costo di 1 150 sterline (circa 130 000 sterline attuali).
Il globo è una sfera dorata di 16.5 cm di diametro e presenta al centro una banda di perle e gemme. Una simile mezza banda si trova in verticale. Sulla punta del globo si trova un'ametista sormontata da una croce. Il globo è un simbolo religioso e rappresenta il ruolo di difensore della fede del monarca come governatore supremo della Chiesa d'Inghilterra.
Durante l'incoronazione, l'arcivescovo di Canterbury consegna il globo al monarca, che lo tiene nella mano destra. Il globo viene quindi posto sull'altare ove rimane sino alla fine della cerimonia. Al termine della celebrazione, il monarca prende il globo nella mano sinistra, lo scettro nella mano destra e, indossando la corona imperiale di Stato, si allontana dall'abbazia di Westminster in processione verso l'uscita.